# Винокуров, Фёдор Петрович
Федор Петрович Винокуров (17 февраля 1900 — 15 июня 1990) — советский ученый в области гидротехники; академик АН БССР (1960, член-корреспондент с 1950), академик Академии строительства и архитектуры СССР (1957), профессор (1943). Заслуженный деятель науки и техники БССР (1954).

## Биография
Родился в деревне Рассказань Балашовского уезда Саратовской губернии.
В 1925 году окончил Ленинградский институт инженеров путей сообщения. 
В 1941 году — директор Института ирригации в Ташкенте, в 1942—1944 годах — 1-й заместитель наркома водного хозяйства Узбекской ССР. 
В 1948—1961 году работал — в Белорусском политехническом институте.
С 1954 года — министр мелиорации и водного хозяйства БССР, с 1956 года — главный учёный секретарь Президиума АН БССР, в 1969—1970 академик — секретарь Отделения физико-технических наук АН БССР.
Кандидат в члены ЦК КПБ в 1956—1971 годах. Депутат Верховного Совета БССР в 1955—1959 годах.
Умер 15 июня 1990 года.

## Научная деятельность
Разрабатывал вопросы проектирования и строительства комплексов гидротехнических сооружений механики торфяных грунтов. Автор проектов и руководитель около 20 строительных комплексов, которые имеют важное народно-хозяйственное значение.

### Основные работы
Автор более 50 научных работ, в том числе 2 монографий:
- Строительные свойства торфяных грунтов. Соч.: Изд-во Акад. наук БССР, 1962 (совм. с. А. Е. Тетеркиным, М. А. Питермоном).

## Награды
Награжден орденами Отечественной войны I-й степени (1945), «Знак Почёта» (1944), медалями.